# Zipmail
O Zipmail foi um serviço webmail gratuito brasileiro, criado como parte do portal Zip, que hoje pertence ao UOL.

## Fundação
A inspiração para a criação do Zip saiu de uma empresa de celular. Era uma empresa extremamente informal, enxuta, com pessoal jovem e ativo. O Zip, e o Zipmail, são criação de Marcos de Moraes.
Em 1991, Marcos de Moraes trabalhava com seu pai na empresa da família, quando recebeu uma proposta para que a empresa entrasse na privatização de telecomunicações, o que não aconteceu na época. Isso, entretanto, chamou sua atenção para a área de telecomunicações, que era um pouco diferente da tradicional.
Em 1996, quando se começou a falar em Internet, a empresa foi procurada pela Netcom - uma provedora de acesso estadunidense, grande e independente da Costa Oeste, à qual se associaram. Logo em seguida, a Netcom foi comprada por outra empresa. Eles tinham a marca Internecticom, e resolveram comprar a parte deles no Brasil.
Como tinham uma carteira muito grande de clientes corporativos, começaram então a discutir a maneira de atendê-los, trazendo-lhes consumidores e, ao mesmo tempo, por meio da Internet, interatividade.
Surgiu, então, a ideia do webmail gratuito, isso porque o webmail gratuito era uma maneira muito barata de adquirir novos clientes e de se ter informação sobre o usuário, o que era fundamental. Discutiram isso de manhã, conversaram mais um pouco na hora do almoço e, às seis da tarde, estava decidido que iriam fazer esse webmail, ainda sem nome.
Deram o prazo alucinante de 90 dias, para ter tudo funcionando. E, em 90 dias, eles tinham o Zipmail, o primeiro serviço de webmail gratuito do Brasil, com equipamentos comprados e comerciais com a atriz Luana Piovani na TV. O plano foi captar um número grande de usuários, traçar o perfil deles e, em cima disso, construir um portal.

## Trajetória
O Zipmail foi um sucesso imediato. Porém, lançado em agosto de 1998, quase foi vítima do próprio sucesso. Era esperado, na melhor das hipóteses, obter 300 mil usuários em um ano. Em oito meses, tinha-se 1 milhão. Chegou a se conseguir a adesão de até 11 mil usuários num único dia. Tudo isso num país que, na época, tinha no máximo 3 milhões de internautas. Foi uma operação de guerra, para fazer o sistema aguentar. O portal foi montado. Alguns meses depois, o Unibanco os procurou, propondo comprar 11% do negócio, o que os possibilitou continuar crescendo.
Em fevereiro de 1999 o portal Zip foi adquirido pela PT Multimédia, braço do grupo Portugal Telecom, por 365 milhões de dólares, sendo o primeiro grande negócio da Internet brasileira. Mais tarde, em junho de 2001, UOL e Portugal Telecom viraram sócias e o Zip, propriedade do segundo é transferido para a UOL.
Em novembro de 2001, o UOL fechou o Zip e manteve apenas o Zipmail. A partir de 1º de novembro, o Zip voltou às suas origens: passou a concentrar suas operações no produto responsável pela sua trajetória de sucesso, o correio eletrônico. Com a mudança, o endereço eletrônico http://www.zipmail.com.br tornou-se a única destinação de todos os endereços pelos quais se chegava antes ao Zip e que os sites do antigo portal passaram a integrar o conteúdo do UOL, onde se encaixaram em novo modelo de negócios e se transformaram em sites exclusivos de assinantes do UOL. O portal Zip voltou ao ar em 2010, mas exibindo, apenas, conteúdo do BOL.